# StarTropics
StarTropics — игра в жанре action-adventure, разработанная и изданная Nintendo в 1990 году для платформы Nintendo Entertainment System. Продюсером, сценаристом и режиссёром игры был Гэнъё Такэда из Nintendo Integrated Research & Development (которая также разработала серию игр Punch-Out!!). Сиквел игры, Zoda's Revenge: StarTropics II, вышел в 1994 году.
StarTropics была перевыпущена для Wii Virtual Console 7 января 2008 года в Северной Америке и 11 января того же года в PAL-регионах; также она была перевыпущена для Wii U Virtual Console 3 сентября 2015 года в Европе, 4 сентября 2015 года в Австралии и 26 мая 2016 года в Северной Америке. 11 ноября 2016 года игра была перевыпущена в составе мини-консоли NES Classic Edition. В 2019 году игра была переиздана в сервисе Nintendo Switch Online.

## Сюжет
По сюжету игры 15-летний Майк Джонс, капитан бейсбольной команды средней школы из Сиэтла, отправляется в гости к своему дяде, археологу по имени Стивен Джонс, в его лабораторию на вымышленном острове Си в Южных морях. Приехав в дом доктора Джонса в тропической деревне Коралкола, Майк обнаруживает, что его дядя пропал. Глава Коралколы даёт Майку специальное йо-йо для защиты, а робот доктора Джонса Nov-Com разрешает Майку использовать подводную лодку дяди для его поисков. На соседнем острове Майк находит бутылку с посланием от доктора Джонса, в котором говорится, что его похитили инопланетяне. Путешествуя по многим островам Южных морей, Майк встречает монстров, лабиринты, причудливых персонажей и разумных животных, включая говорящего попугая и маму-дельфина, ищущую своего сына, и все это в поисках своего потерянного дяди.
В конце концов, Майка и подводную лодку проглатывает кит. В животе кита Майк встречает помощника своего дяди, который подтверждает, что доктор Джонс был похищен инопланетянами, и из-за страха не оказал Майку посильную помощь, когда они встречались ранее на острове Си. После того, как они спасаются от кита, помощник дает Майку специальный код, который позволяет Nav-Com отследить местоположение доктора Джонса. Майк следует за сигналом к затерянным руинам, среди которых находятся оплавленные обломки спасательной капсулы пришельцев. Вскоре после этого Майк находит своего дядю. Доктор Джонс объясняет, что некоторое время назад он обнаружил спасательную капсулу, и говорит, что она прибыла с далекой планеты Аргония. В этой спасательной капсуле находились три магических куба, которые сейчас находятся в руках предводителя злых инопланетян, Зоды.
Проникнув на космический корабль, Майк возвращает три кубика и вступает в схватку с Зодой. Майк побеждает Зоду, а затем убегает, так как космический корабль самоуничтожается. После того как Майк возвращается на остров Си, кубики собираются вместе, и появляется небольшая группа детей. Лидер детей, Мика, объясняет, что они - последние аргониане (их родная планета была уничтожена) и что ее отец король Хирокон отправил их на Землю, чтобы они жили в мире. Староста деревни приглашает детей жить с ними в Коралколе, на что они соглашаются.

## Геймплей
Действия игры происходят в двухмерной перспективе сверху вниз, как и во многих других ролевых играх той эпохи. Игра разделена на несколько глав. В каждой главе игроки управляют главным героем Майком, исследуя различные поселения и другие интересные места, и взаимодействуя с неигровыми персонажами, чтобы получить больше информации об окружающей обстановке. Затем игроку обычно поручают найти источник какого-либо бедствия или беспорядка. Когда игрок попадает в более опасную местность, игра меняет механику, приближая обзор и вводя различные препятствия и противников, которые игрок должен либо обойти, либо уничтожить.
Основным оружием Майка служит йо-йо (переименованное в "звезду" в версии для Virtual Console). По мере прохождения игроку становятся доступны другие виды оружия и инструментов, которые помогут в путешествии Майка, включая несколько предметов, созданных под влиянием американского бейсбола.
В комплект с игрой также входило физическое письмо, в котором излагалась история и которое использовалось в сюжете игры. Во время игры игроку предлагается окунуть это письмо в воду, чтобы получить скрытый код, который необходим для прохождения игры. В ответ на вопросы фанатов код также был опубликован в журнале Nintendo Power. В версии для Wii Virtual Console письмо было добавлено в руководство, в котором воспроизводится анимация погружения письма в воду перед тем, как открыть код. В версии для Wii U Virtual Console вместо этого в руководстве появилось пояснение, что в оригинальном релизе игрокам требовалось окунуть в воду вставленное письмо, после чего появлялось изображение погруженного в воду письма. Однако в версии для Nintendo Switch Online отсутствует какая-либо цифровая альтернатива письму, и таким образом, игроку не предоставляется никакого законного способа завершить головоломку.

## Приём
Кристофер Майкл Бейкер из AllGame посчитал игру производной от The Legend of Zelda, но всё же "очень превосходной игрой". Он оценил графику, отметив, что персонажи и боевые сцены "выглядят фантастически", в то время как сцены путешествий были "немного скучными". Лукас М. Томас из IGN высоко оценил творческий геймплей StarTropics, назвав его "естественной эволюцией оригинальной The Legend of Zelda".
В номере журнала Nintendo Power за сентябрь 1997 года 12 сотрудников проголосовали за список 100 лучших игр всех времён. Журнал поместил StarTropics на 64-е место в своём списке.